# Мейоу, Джон
Джон Мейоу (англ. John Mayow, 1641 — 1679) — английский химик и врач, известный исследованиями дыхания и природы воздуха. На основе опытов показал, что в воздухе содержится газ, который поддерживает горение и необходимый для дыхания животных. Был членом Королевского общества.

## Биография
Долгое время считалось, что Джон Мейоу родился в Лондоне. Однако последние исследования его биографии показали, что Джон Мейоу родился в 1641 году в Корнуолле, в богатой и влиятельной семье. Его отец, Филипп Мейоу, был джентри. В 1658 году, в возрасте 17 лет Джон поступил в Водам-колледж (англ. Wadham College) в Оксфорде., в 1660 году перевелся в оксфордский Колледж Всех Душ. Он окончил юридический факультет (бакалавр с 1665, доктор с 1670), но своей профессией сделал медицину, которой всегда интересовался, и стал известен медицинской практикой, особенно в летнее время, в городе Бат. В 1678 году, по предложению Роберта Гука, Мейоу был избран членом Королевского общества. В следующем году, вскоре после брака, он умер в Лондоне и был похоронен в церкви Святого Павла в Ковент-Гардене.

## Научные исследования

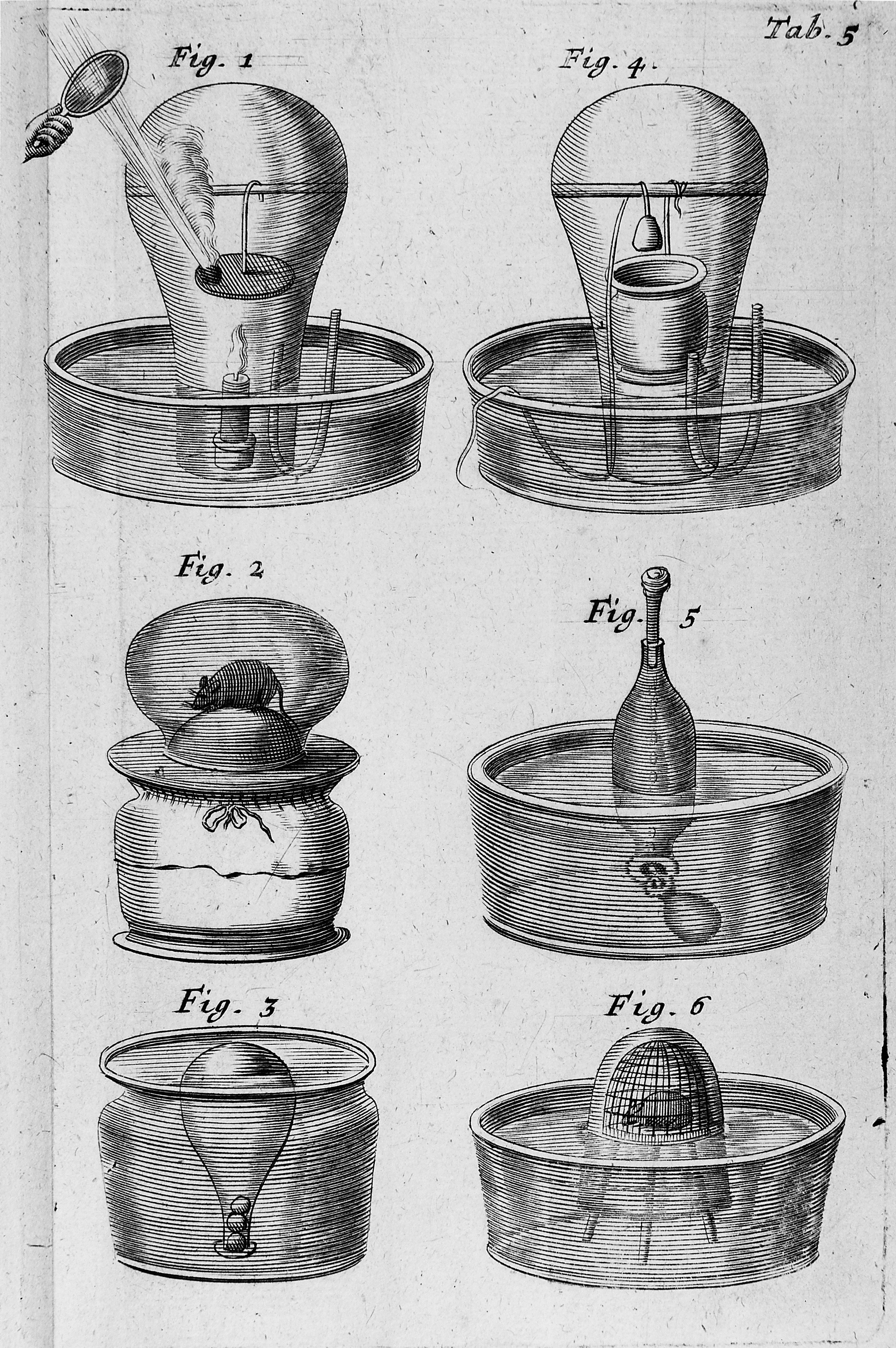
Аппараты Мейоу для исследования газов и процессов горения.

На основе опытов Д. Мейоу показал, что в воздухе содержится газ, который поддерживает горение и необходим для дыхания животных. Он назвал его «селитряно-воздушным спиритом» или «нитро-воздухом» («"spiritus igneo-aereus"» или «"nitro-aereus"»). Д. Мейоу считал, что то, что остается после удаления из воздуха селитряно-воздушных частиц, является чем-то совершенно отличным от обычного воздуха, оно гасит пламя, не способно поддерживать горение камфоры и не поддерживает жизнь. Это был первый намек на существование азота в воздухе. Под действием «воздушного спирта селитры» происходят такие процессы, как горение, дыхание, скисание пива, вина. Д. Мейоу вносил зажженную свечу под колпак, заполненный воздухом и изолирован от атмосферы водой. Через некоторое время свеча угасала. При этом воздух под колпаком уже больше не поддерживал горение. Вместив одновременно под колпак зажженную свечу и мышь Д. Мейоу заметил, что продолжительность горения и продолжительность жизни животного под колпаком сокращалось примерно в два раза. Из этих опытов он сделал вывод, что какая-то составная часть воздуха (не всего воздуха) необходима и для горения, и для дыхания. Д. Мейоу предположил, что легкие отделяют эту составляющую воздуха от атмосферы и передают ее в кровь. Кроме того, Д. Мейоу сделал вывод, что она необходима для всех мышечных движений, и он думал, что есть основания считать, что сокращение мышц происходит путем объединения составляющей воздуха с частицами топлива в организме; следовательно, сердце, будучи мышцами, перестает биться, когда дыхание останавливается. Тепло животных также связано с объединением долек «нитро-воздуха», вдыхаемого с воздухом, с горючими частицами в крови, и, кроме того, тепло образуются за счет объединения частиц этих двух веществ в мышцах во время интенсивных нагрузок.
Еще до Д. Мейоу было известно, что при нагревании многих веществ их масса уменьшается (например, как при обжиге известняка), а при нагреве металлов, наоборот, растет (это вызвано образованием окалины). Первый факт не вызвал удивления и объяснялся выходом из каких веществ его составляющих, зато второй факт казался удивительным. Объяснить его пытались В. Бирингуччо (1540), Жан Рэ (1630). По мнению Д. Мейоу, частицы «воздушного спирта» вступают в соединения с металлами при их нагревании и тем самым увеличивают массу металлов.
Д. Мейоу установил, что активная составляющая воздуха, поддерживающая горение и дыхание, составляет примерно пятую часть воздуха.
Вывод Д. Мейоу о том, что при горении и дыхании расходуется не весь воздух, а только часть, которая «представляет собой источник жизни и дыхания», представляет большой исторический интерес. Это был шаг на пути к кислородной теории А. Лавуазье и его учение о многокомпонентном составе воздуха. Вполне вероятно, что Лавуазье был знаком с работами Д. Мейоу потому что в его библиотеке была книга британского исследователя.

## Произведения
В 1668 году Д. Мейоу издал два трактата, касавшиеся дыхания и рахита. Позже, в 1674 году эти два трактата (с исправлениями и дополнениями) и еще три трактата — «О селитре и селитряно-воздушном спирите» (лат. "De sal-nitro et spiritu nitro aereo"), «О дыхании плода в утробе матери и яйце» (лат. "De sal-nitro et spiritu nitro aereo") и «О мышечном движении и дыхании животных» (лат. "De motu musculari et spiritibus animalibus") были изданы под общим названием «Пять медико-физических трактатов» (лат. "Tractatus quinque medico-physici").